# Zwölfeckhaus
Das Zwölfeckhaus war ein Experimentalbau in der DDR und wurde als neuartige „punkterschlossene Wohnungsbauserie für den Raum Dresden“ durch den Architekten Manfred Zumpe entwickelt, um neue Gebäudetypen mit effektiv nutzbaren Grundrissen und bauliche Gestaltungsmöglichkeiten zu erproben. Das erste Zwölfeckhaus wurde in den 1970er Jahren im sächsischen Ottendorf-Okrilla bei Dresden erbaut.

## Architektur
Das Zwölfeckhaus ist ein „Experimentalbau in industrieller Monolithbauweise“, erbaut aus Fertigteilen im Großtafelschalverfahren sowie vor Ort angefertigten Wandelementen. Das Gebäude weist eine symmetrische Grundfläche von etwa 880 Quadratmetern auf. Charakteristische Merkmale sind die namensgebenden zwölf Außenecken sowie die drei- und viereckigen Loggien. Die fünfstöckigen Gebäude verfügen über ein zentrales Treppenhaus und bieten Raum für zirka 50 Ein- bis Fünfraumwohnungen.
Der Architekt Manfred Zumpe begann die Planungen Anfang der 1970er Jahre zunächst ohne staatlichen Auftrag. Sein Ziel war es, ein neuartiges Wohnkonzept abseits der typischen Plattenbauten für den Dresdner Raum zu entwickeln. Ein wichtiger Aspekt des neuen Gebäudetyps war die Senkung der Baukosten gegenüber der anderen Plattenbauten wie der Wohnungsbauserie 70, einer der „klassischen“ Bauserien der DDR. So konnten beim Zwölfeckhaus beispielsweise über 40 Prozent des für ein vergleichbares WBS-70-Gebäude benötigten Bewehrungsstahls eingespart werden. Der Rat des damaligen Kreises Dresden-Land wurde auf den Entwurf aufmerksam und übernahm ab 1975 die Bauleitung. Ein Vorteil des Gebäudegrundrisses war die Möglichkeit der flexiblen Anordnung verschiedener Wohnungsgrößen, was zu einer breiten sozialen Streuung der Bewohner führte. Die Lage der dreieckigen Loggien in den Innenecken des Hauses bewirkte, dass diese von anderen Wohnungen aus nicht einsehbar waren. Das Wohnungsbauprogramm der DDR sah im Zwölfeckhaus eine Konkurrenz zu den üblichen Plattenbauten. Eine Weiterentwicklung des Konzepts wurde unterbunden.
Als technisch realisierbar wurden Zwölfeckhäuser mit bis zu 30 Stockwerken beschrieben, es blieb jedoch bei der Errichtung der fünfstöckigen Gebäude. Auch Zumpes Ideen für größere Zwölfeckhäuser für die Großsiedlung Neu-Gorbitz in Dresden wurden nicht umgesetzt.

## Standorte
Insgesamt wurden sieben Zwölfeckhäuser in folgenden Städten und Gemeinden im Rödertal errichtet:
| Ort                      | Bild                              | Anzahl    | Baujahr   | Bemerkungen |
| ------------------------ | --------------------------------- | --------- | --------- | --- |
| Ottendorf-Okrilla (Lage) | Zwölfeckhaus in Ottendorf-Okrilla | 1 Gebäude | 1977      | Dieses Gebäude war das erste fertiggestellte Zwölfeckhaus. Eine Besonderheit dieses Gebäudes sind die Balkone an den „Stirnseiten“, die jeweils eine zusätzliche Ecke in der Brüstung aufweisen. |
| Arnsdorf (Lage)          | Zwölfeckhaus in Arnsdorf          | 3 Gebäude | 1978–1980 | In den 1980er Jahren waren die Häuser mit Dachgärten versehen. Eine Renovierung erfolgte 1999. Die Gebäude sind nebeneinander in einer Linie angeordnet.                                         |
| Radeberg (Lage)          | Zwölfeckhäuser in Radeberg        | 3 Gebäude | 1983      | Ein Gebäude wurde 2011 umfassend saniert. Das Gebäudeensemble ist in einer Dreiecksform angeordnet.                                                                                              |

Anmerkung:
1. ↑  Angegeben ist das Jahr der Fertigstellung.

## Sonstiges
- Die Wohnungen in den obersten Etagen waren allgemein die unbeliebtesten, da die Balkone aufgrund eines fehlenden Daches weniger sonnen- und regengeschützt waren als die darunterliegenden.[7] Inzwischen (Stand 2023) wurden bei allen sieben Gebäuden Überdachungen der Balkone der fünften Etage angebracht.[10][11][12]
- Die drei Zwölfeckhäuser in Arnsdorf bekamen in der Bevölkerung die Spitznamen „Arbeitendes Haus“ (die Anwohner kümmerten sich um die Grünanlagen rings um die Häuser), „Feierndes Haus“ und „Besonderes Haus“ verliehen.[7]
- Einige Szenen des Kriminalfilms „Traum des Vergessens“ aus der Reihe Polizeiruf 110 von 1985 wurden in einem der Radeberger Zwölfeckhäuser gedreht.[13]
- Der Gemeinderat von Ottendorf-Okrilla vergibt seit 2012 an die Neugeborenen des Ortes eine Medaille aus Feinsilber, auf deren Rückseite neben dem Rathaus und dem Kirchturm das stilisierte Zwölfeckhaus zu sehen ist.[14]
- Der Architekt der Zwölfeckhäuser, der 1930 in Dresden geborene Manfred Zumpe, gehörte unter anderem der Entwurfsabteilung des Wohnungsbaukombinats Berlin an. Nach von ihm (mit-)gestalteten Entwürfen entstanden in den 1960er und 1970er Jahren beispielsweise Wohnhochhäuser auf der Fischerinsel und an der Straße der Pariser Kommune in Berlin sowie das Hochhaus Windmühle (Hackescher Markt), ebenfalls in Berlin.[15]
- Bereits 1970 bis 1972 wurde in ähnlicher Form in Leipzig das Wintergartenhochhaus erbaut, an dessen Entwurf Manfred Zumpe ebenfalls beteiligt war. Es hat einen sechzehneckigen Grundriss und verfügt an den vier diagonalen Seiten über jeweils drei dreieckige Loggien, deren Brüstungen in einer durchgehenden Linie verlaufen. So entsteht der Eindruck eines nur achteckigen Gebäudes.
- Auch andere Gebäude mit einem zwölfeckigen Grundriss wurden und werden von der Regional-Presse teilweise als Zwölfeckhäuser bezeichnet, zum Beispiel ein 2001 erbautes Geschäftshaus in Rehlingen im Saarland[16] oder die 2005 eingeweihten neun Einzelgebäude eines Altenheims in Herdorf im Landkreis Altenkirchen (Westerwald) in Rheinland-Pfalz.[17] Beide Beispiele sind keine Zwölfeckhäuser im Sinne von Manfred Zumpe, sondern weisen lediglich einen zwölfeckigen Grundriss auf.